# Sunshine! Quartet
Sunshine! Quartet ist ein Jazzalbum von Martin Archer, Corey Mwamba, Seth Bennett und Peter Fairclough. Die um 2016 entstandenen Aufnahmen erschienen 2017 auf Martin Archers Label Discus.

## Hintergrund
Man wüsste nie, welchen Weg der britische Holzbläser und Multiinstrumentalist Martin Archer einschlagen wird, notierte Glenn Astarita. Ob Orchester und größere Ensembles, frei improvisierende Trios, Avantrock- und Elektronik-angehauchte Projekte oder Aufnahmen mit der legendären Rock- und Jazzsängerin Julie Tippetts – der Künstler unterstreiche stets seine experimentellen Umsetzungen mit einem Überraschungsmoment.

## Titelliste
- Archer / Mwamba / Bennett / Fairclough – Sunshine! Quartet (Discus 59CD)[2]

1. Four Free to One	11:21
2. It’s Not Finished	19:57
3. What on Earth Could You Mean?	6:06
4. Alsten	12:48

## Rezeption
Nach Ansicht von Glenn Astarita, der das Album in All About Jazz rezensierte, verwebe Archer bei dieser Quartett-Session mit seinen Landsleuten gelegentlich eine abstrakte Atmosphäre im Stil von „Birth of the Cool“ mit kraftvollen Miniaturmotiven, erhabenen Melodien und herzhaften Improvisationsabschnitten. Darüber hinaus würde jeder Musiker eine Komposition zu diesem demokratisch entstandenen Engagement beisteuern, das aus strukturellen Komponenten und kontrastierenden Powerplays mit Themen aufgebaut sei, die eine Ouvertüre mit der Inschrift „Die Schöne und das Biest“ implizierten. Hier verbinde das lebhafte Innenleben des Quartetts Wärme und Jubel mit einigen wahnsinnigen Ausbrüchen.